# Bukaresti béke (1913)
A bukaresti békeszerződés (románul: Tratatul de la Bucureşti; szerbül: Bukureštanski mir/ Букурештански мир; bolgárul: Договорът от Букурещ; görögül: Συνθήκη του Βουκουρεστίου) szövegét 1913. augusztus 10-én írta alá Bulgária, Románia, Szerbia, Montenegró és Görögország delegációja. A békeszerződésre megkötésére a második Balkán-háború végén került sor, és ezzel kiegészítették az első Balkán-háborút lezáró londoni egyezményt. Körülbelül egy hónappal később a bolgárok egy külön megállapodást kötöttek a határokról Isztambulban, melynek értelmében a törökök az Enez–Midia vonaltól nyugatra is megtarthattak olyan területeket, melyeket a második háború során szereztek meg.

## Előzmények

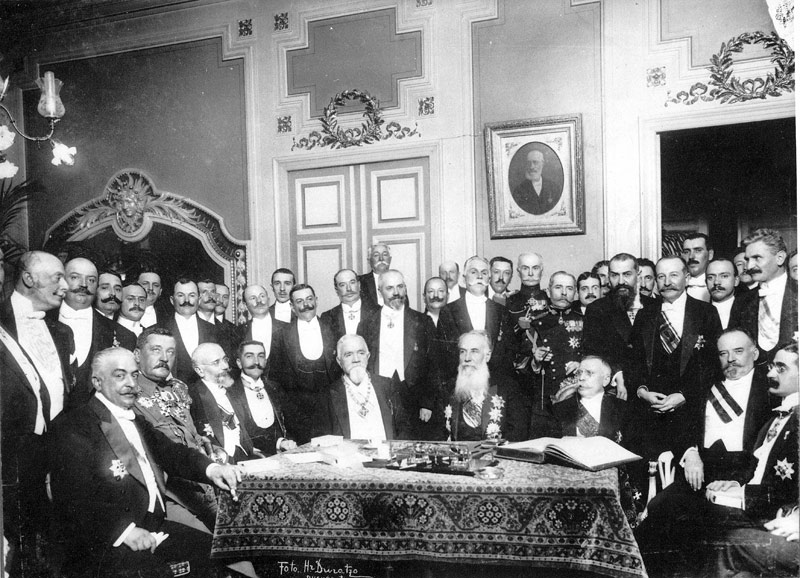
A békekonferenciára utazott delegációk fényképe

Az első balkáni háború során elért nyereségével elégedetlen Bulgária 1913. júniusban megtámadta volt szövetségeseit, a Makedónia területén előre törő Görögországot és Szerbiát. A támadásokat visszaverték, és válaszul a görög–szerb seregek bolgár kézen lévő területeket támadtak meg. Ugyanakkor az oszmánok előre törtek Kelet-Trákiában és visszafoglalták Drinápolyt, miközben az adódó alkalmat kihasználva a románok északról támadták meg az országot, és a jelentéktelen ellenállásnak köszönhetően megközelítették Szófiát, az ország fővárosát. Mivel el volt szigetelve, és nála sokkal erősebb hadseregek vették körbe, Bulgária megadásra kényszerült. Az ezt követő béketárgyalásokra Románia fővárosában, Bukarestben került sor.
Bár a második balkáni háborúban az oszmánok is részt vettek, ezen a béketárgyaláson ők nem vettek részt. Ehelyett később kétoldalú megállapodást kötöttek Bulgáriával (Konstantinápolyban) és Görögországgal Athénban.

## Szerbia területi nyereségei
Szerbia keleti határvonalát érintetlenül hagyták, és megtartották a Patarikában meghúzott vonalat, mely a Vardar és a Sztruma vízválasztója volt. Ettől annyiban tértek el, hogy Sztrumica folyó felső völgyei Bulgáriához tartoztak. Így a megszerzett területek közé tartozott a Vardar középső folyása Makedóniában, és így került szerb fennhatóság alá a mai Macedóniához tartozó Stip, Kocsani, és Bitola is. A szerződés értelmében Szerbia addigi területe 48 300 km2-ről 87 780 km2-re, népessége pedig csaknem 1,5 millió fővel emelkedett.

## Görögország területi gyarapodása
A Bulgáriát Görögországtól elválasztó határ vonalát a Belasica hegység félholdjától a Meszta égei-tengeri torkolatáig húzták meg. Ez egy olyan jelentős területi változás volt, hogy ez ellen Bulgária az Orosz Birodalom és Ausztria–Magyarország által kézbesített nyilatkozatban tiltakozott is. Ezáltal Görögország területe az addigi 64 790-ről 108 610 km2-re növekedett, lakóinak száma pedig az addigi 2,66 millió helyett 4,363 millió fő lett.
Az így megszerzett területek közé tartozott Epirusz és Makedónia nagy része, melybe beletartozott Szaloniki is. A görög-bolgár határ odébb tolódott, Kalálától keletre, így az Égei-tengerre néző, össze nem függő bolgár tengerpart hossza 110 km-re csökkent. Itt csak egy kikötő volt, Dedeagach, a mai Alexandrúpoli emelkedett. Ezen felül hivatalosan  Krétát is Görögországhoz csatolták, mely szigetet csak december 14-én foglalt el. Ebbe a régióba tartozott Flórina városa is.

## Bulgária gyarapodása

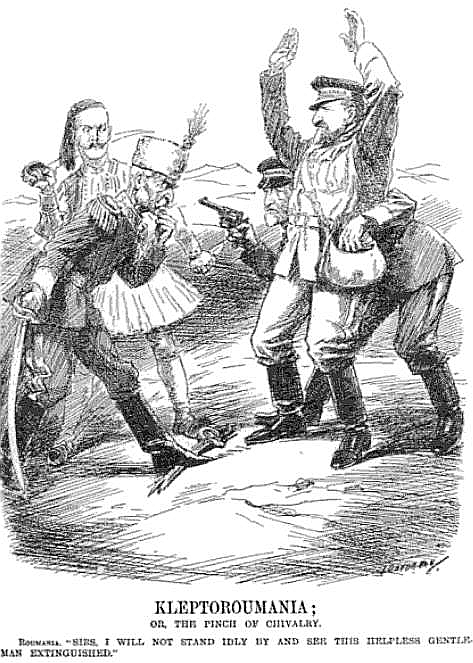
A Punch rajza a békeszerződésről: I. Károly román király visszafogja I. Péter szerb királyt és I. Konstantin görög királyt, miközben Dél-Dobruzsát elrabolja I. Ferdinánd bolgár cártól.

Annak ellenére, hogy Bulgária területe sok helyütt csökkent, így is nagy részt vett ki a zsákmányolásokból. A nettó nyereségei közé tartozik Pirin Makedónia (vagy Bolgár Makedónia), Trákia nyugati része és 110 km-nyi tengerpart, mely az Égei-tengerhez biztosít összeköttetést. Az így megszerzett területek mérete 25 030 km2, lakossága 129 490 fő volt.
Ezen felül Bulgária beleegyezett, hogy lefegyverez minden erődítményt, újabbakat pedig nem épít Rusze és Sumen területén, illetve a két város között, illetve ezek 20 km-es sugarú körében.

## Románia területi gyarapodása
Bulgáriától megszerezte Románia Dél-Dobrudzsát, mely a Duna vonalának Tutrakan és a Fekete-tenger közötti része jellemez. Dél-Dobrudzsa területe nagyjából 6.960 km2, akkori lakossága pedig 286.000 fő volt, és ide tartozott Szilisztra erődje valamint Balcsik városa a tenger partján.

## Következmények
Anderson és Hershey szerint a Bulgáriára kiszabott büntetés megtépázta az ország kormányának a harcba induláskor vallott nézeteit. A megszerzett terület értéke sokkal kisebb volt, mint azt korábban remélték. Bulgária nem szerezte meg a bolgárok lakta területeket Makedóniában, bár ez volt a harcba állásának legfontosabb indoka. A legjobban ezek közül mégis Ohridot és Bitolát fájlalták. Mivel csak csekély kijárattal bírtak az Égei-tengerre Alexandrúpoli mellett, le kellett mondaniuk arról a vágyukról, hogy ők legyenek a Balkán urai.
Anderson és Hershey szerint a Thesszalonikit és Makedóniát megszerző Görögországnak még így is jelentős problémákkal kellett szembenéznie. Olaszország ellenezte Görögországnak az Észak-Epirusz és a görögök lakta Dodekanészosz feletti uralmára vonatkozó igényét. 1914 februárjáig még az Oszmán Birodalomtól elfoglalt észak-égei szigetcsoport sorsa is rendezésre várt. A Nagyhatalmak csak ekkor ismerték el Görögország fennhatóságát a szigetek fölött. A görögök és az oszmánok között továbbra is feszült maradt a viszony, mely válságba és tengeri összecsapásba eszkalálódott, melyet később csak az első világháború kitörése akasztott meg. A háború végén Görögországnak továbbra is maradtak területi követelései, ahol mintegy 3 millió görög élt más nemzetek fennhatósága alatt.